# Star Trek: The Animated Series
Star Trek: The Animated Series, ook bekend als The Animated Adventures of Gene Roddenberry's Star Trek, is een Emmy Award-winnende Amerikaanse animatie/sciencefictionserie die zich afspeelt in het Star Trekuniversum. De serie is een voortzetting van Star Trek: The Original Series. De serie werd uitgezonden onder de naam Star Trek, maar is inmiddels beter bekend onder zijn volledige naam. De serie bestond uit 22 afleveringen, en werd oorspronkelijk uitgezonden van 8 september 1973 t/m 12 oktober 1974.

## Productie
De serie werd geproduceerd door Filmation en liep voor twee seizoenen. Animatieversies van vrijwel alle bekende personages uit de originele serie kwamen voor in deze serie. Hun stemmen werden vaak zelfs ingesproken door dezelfde acteurs die deze personages in de originele serie hadden gespeeld. Enige uitzondering was Pavel Chekov (Walter Koenig), die niet mee kon doen omdat het budget van de serie niet toereikend genoeg was om de hele originele cast in te huren. Hij werd vervangen door twee nieuwe personages met ongeveer dezelfde functie: Luitenant Arex en Lt. M'Ress.
Oorspronkelijk zou Filmation alleen de stemmen van Shatner, Leonard Nimoy, DeForest Kelley, James Doohan en Majel Barrett gaan gebruiken. Leonard Nimoy weigerde echter mee te werken aan de serie tenzij Nichelle Nichols en George Takei ook mee mochten doen. Volgens hem waren zij van groot belang voor de serie daar zij de etnische diversiteit van de 23e eeuw weergaven met hun personages: Sulu en Uhura.
Koenig werd niet vergeten, en schreef later een aflevering van de serie. Daarmee was hij de eerste Star Trek acteur die een verhaal schreef. Zijn aflevering was "The Infinite Vulcan," die plotelementen had van de originele Star Trek aflevering "Space Seed".
Zoals gebruikelijk voor animatie werkten de stemacteurs niet samen in een ruimte, maar namen hun stemmen afzonderlijk van elkaar op. Dit ook om niet de andere werkzaamheden van de acteurs in de war te schoppen. William Shatner was bijvoorbeeld rond dezelfde tijd bezig met een toneelstuk. Doohan en Barrett deden naast de stemmen van hun eigen personages ook die van nieuwkomers Arex en M'Ress, en vrijwel alle “gastrollen” uit de serie. Ook andere acteurs werden gevraagd voor de gastrollen zoals Ed Bishop (Commander Straker in UFO) en Ted Knight (Ted Baxter in The Mary Tyler Moore Show).
Hoewel dankzij de animatie meer mogelijk was dan in de originele serie, zoals buitenaardse landschappen en geloofwaardige niet-menselijke aliens, was het budget toch een groot probleem voor de productie. Er werd geregeld oud beeldmateriaal uit vorige afleveringen gebruikt voor nieuwe afleveringen. Dit leverde weleens fouten op, zoals personages die opeens op de achtergrond te zien waren terwijl ze een scène eerder of later heel ergens anders waren.

## Cast
| Personage        | Stem             | Positie        | Soort/volk | Bijzonderheden |
| ---------------- | ---------------- | -------------- | ---------- | -------------- |
| James T. Kirk    | William Shatner  | Kapitein       | Mens       |                |
| Spock            | Leonard Nimoy    | Commander      | Vulcan     |                |
| Leonard McCoy    | DeForest Kelley  | Chief Medical  | Mens       |                |
| Montgomery Scott | James Doohan     | Chief Engineer | Mens       |                |
| Nyota Uhura      | Nichelle Nichols | Luitenant      | Mens       |                |
| Hikaru Sulu      | George Takei     | Luitenant      | Mens       |                |
| Christine Chapel | Majel Barrett    | Nurse          | Mens       |                |
| Shiboline M'Ress | Majel Barrett    | Luitenant      | Caitiaan   |                |
| Arex Na Eth      | James Doohan     | Luitenant      | Edosiaan   |                |

## Afleveringen
De 22 afleveringen van de serie werden verspreid over twee korte seizoenen. Elke aflevering werd een paar keer herhaald. De meeste afleveringen zijn geregisseerd door Hal Sutherland.
De afleveringen zijn:
Seizoen 1
1. "Beyond the Farthest Star
2. "Yesteryear"
3. "One of Our Planets is Missing"
4. "The Lorelei Signal"
5. "More Tribbles, More Troubles"
6. "The Survivor"
7. "The Infinite Vulcan"
8. "The Magicks of Megas-tu"
9. "Once Upon a Planet"
10. "Mudd's Passion"
11. "The Terratin Incident"
12. "The Time Trap"
13. "The Ambergris Element"
14. "The Slaver Weapon"
15. "The Eye of the Beholder"
16. "The Jihad"

Seizoen 2
1. "The Pirates of Orion"
2. "Bem"
3. "The Practical Joker"
4. "Albatross"
5. "How Sharper Than a Serpent's Tooth"
6. "The Counter-Clock Incident"

Alle afleveringen van de serie werden omgezet tot boeken door Alan Dean Foster, en uitgebracht in 10 volumes onder het Star Trek Logs banner. Oorspronkelijk verwerkte Foster drie afleveringen in een boek, maar latere boeken bevatten slechts 1 verhaal, dat vaak een stuk was uitgebreid ten opzichte van de serie.
Het schrijven van de serie had voordeel van een staking van de Writers Guild of America in 1973. Animatieseries waren hier niet bij betrokken. Een paar afleveringen zijn zelfs geschreven door bekende sciencefictionauteurs, zoals David Gerrold, D.C. Fontana en Larry Brody.

## Continuïteit
Aan het einde van het eerste seizoen van Star Trek: The Next Generation werden alle licenties voor Star Trek spin-offs opnieuw behandeld. Hierbij werd de animatieserie door Gene Roddenberry's kantoor beschouwd als een aparte serie die los stond van de rest. Schrijvers van de Star Trek romans en rollenspellen mochten de animatieserie niet gebruiken als basis voor hun verhalen.. De tijdlijn van Star Trek opgesteld door Michael Okuda en Denise Okuda bevat ook niet de gebeurtenissen uit de animatieserie.
Sinds Roddenberry’s dood in 1991 en het ontslag van Richard H. Arnold, zijn er verschillende referenties naar de animatieserie verwerkt in de live-action series. In de Star Trek: Deep Space Nine aflevering "Once More Unto the Breach" heeft Kor het over zijn schip de Klothos, die voor het eerst voorkwam in de animatieserie. Andere DS9 referenties naar de animatieserie bevinden zich in de aflevering "Prophet Motive" en "Change of Heart".
In meer recente jaren zijn er ook referenties naar de animatieserie opgedoken in boeken. De personages M'Ress en Arex doen mee in de Star Trek: New Frontier romans. Als de serie Star Trek: Enterprise nog een vijfde seizoen had gehad, zouden hierin de Kzinti zijn geïntroduceerd. Sinds 27 juni 2007 bevat Star Trek's officiële site informatie over de animatieserie.

## Trivia
- Oorspronkelijk wilde Filmation in de animatieserie aan elk crewlid een kind toewijzen als cadet. Roddenberry was tegen dit idee, en daarom werd het geschrapt. Filmation gebruikte dit idee later alsnog in de serie Space Academy.
- De U.S.S. Enterprise in deze serie zou in theorie dezelfde moeten zijn als die in de originele serie. Toch had dit schip een holodeck gelijk aan die in Star Trek: The Next Generation.
- De animatieserie was volgens de Nielsen schaal niet populair genoeg bij kinderen. Volgens de producers was de serie bedoeld als vermaak voor de hele familie.